# William H. Stafford

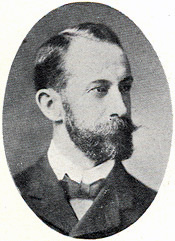
William H. Stafford

William Henry Stafford (* 12. Oktober 1869 in Milwaukee, Wisconsin; † 22. April 1957 ebenda) war ein US-amerikanischer Politiker. Zwischen 1903 und 1933 vertrat er viermal den Bundesstaat Wisconsin im US-Repräsentantenhaus.

## Werdegang
William Stafford besuchte die öffentlichen Schulen seiner Heimat. Nach einem anschließenden Jurastudium an der Harvard University und seiner im Jahr 1894 erfolgten Zulassung als Rechtsanwalt begann er in Milwaukee in seinem neuen Beruf zu arbeiten. Gleichzeitig schlug er als Mitglied der Republikanischen Partei eine politische Laufbahn ein.
Bei den Kongresswahlen des Jahres 1902
wurde er im fünften Wahlbezirk von Wisconsin in das US-Repräsentantenhaus in Washington, D.C. gewählt, wo er am 4. März 1903 die Nachfolge von Samuel S. Barney antrat. Nach drei Wiederwahlen konnte er bis zum 3. März 1911 zunächst vier Legislaturperioden im Kongress absolvieren. Im Jahr 1910 wurde er von seiner Partei nicht zur Wiederwahl nominiert. Die Wahlen dieses Jahres wurden von dem Sozialisten Victor L. Berger gewonnen. Bei den Wahlen des Jahres 1912 konnte Stafford sowohl die Nominierung seiner Partei als auch den Sieg bei der eigentlichen Wahl erringen. Folglich löste er am 4. März 1913 Berger wieder ab und verbrachte nach zwei Wiederwahlen bis zum 3. März 1919 drei weitere Legislaturperioden im US-Repräsentantenhaus. In diese Zeit fiel unter anderem der Erste Weltkrieg.
Bei den Kongresswahlen von 1918
unterlag Stafford seinem Vorgänger Victor Berger, der aber im Kongress nicht zugelassen wurde. Dadurch blieb das Abgeordnetenmandat des fünften Distrikts von Wisconsin bis 1921 unbesetzt. Im Jahr 1920 wurde Stafford erneut in den Kongress gewählt, wo er von 1921 bis 1923 eine weitere Legislaturperiode verbrachte. Bei den Wahlen von 1922 verlor er erneut gegen Berger, der diesmal sein Mandat antreten konnte und bis 1929 im Amt blieb. Stafford kandidierte im Jahr 1926 erfolglos gegen Berger. Im Jahr 1928 wurde er dann ein weiteres Mal in das Repräsentantenhaus gewählt, wo er zwischen dem 4. März 1929 und dem 3. März 1933 seine zwei letzten Legislaturperioden absolvierte. Im Jahr 1932 wurde Stafford von seiner Partei nicht mehr nominiert. 1938 bewarb er sich erfolglos um die republikanische Nominierung für die Wahlen zum US-Senat.
Während der Phasen, in denen Stafford nicht im Kongress war, und nach seinem endgültigen Ausscheiden aus dem Parlament arbeitete er als Rechtsanwalt. Er starb am 22. April 1957 in seinem Geburtsort Milwaukee.